# Plecia scenica
Plecia scenica är en tvåvingeart som beskrevs av Hardy 1952. Plecia scenica ingår i släktet Plecia och familjen hårmyggor. Inga underarter finns listade i Catalogue of Life.